# Giovanni Sala
Giovanni Sala (Bergamo, 23 novembre 1963) è un pilota motociclistico italiano, specializzato nell'enduro e nei rally raid, vanta un terzo posto alla Dakar (2006).

## Carriera

### Enduro
Giovanni Sala all'età di 14 anni si avvicina all'enduro su una Fantic Motor 50, poi all'età di 16 anni si avvicina alla prima gara su una Fantic 125, questo esordio avviene a Melegnano e termina in 6ª posizione.
Nel 1981 nelle gare selettive guadagna la qualifica per la finale di Campionato Italiano Cadetti supportato dalla Polini e vince il suo primo campionato Italiano, dopo una lotta serrata con l'ufficiale KTM, Andrea Lucci.
Nel 1982 trova il supporto da parte della concessionaria Ago Moto per correre nel cross su moto Villa, e per gli anni successivi continua l'attività nel cross, nel 1996 corre nella categoria Senior partecipando a una prova di Mondiale Cross.
Nel 1990 oltre a correre nel cross ritorna a partecipare nelle gare di enduro e termina il campionato Italiano in 4ª posizione, questo risultato mette in luce Giovanni e nel 1991 entra a far parte del Team Farioli sulle KTM correndo 14 stagioni di campionato del mondo, e 17 stagioni nel Campionato Italiano diventando il pilota di enduro più titolato d'Italia.

### Dakar
Affascinato dai rally Africani, si avvicina alla sua prima esperienza con il Road Book all'Elba 500 nel 1992, mentre il debutto nel deserto avviene al Rally del Dubai, per poi prendere il via alla prima delle sue dieci Parigi-Dakar nel 1998 nel Team ufficiale della KTM Austria.
Avendo un accordo per l'enduro con KTM, la casa austriaca lo coinvolge nei grandi rally, assegnandogli Il ruolo di pilota supporto ai colleghi del Team, oltre che collaudatore, infatti nel suo attivo include lo sviluppo della 660 Rally, ma soprattutto, insieme a Fabrizio Meoni, sviluppa la LC8, che Meoni porterà alla vittoria e Sala terminerà 6º.
Ritornato alle monocilindriche otterrà un 3º posto nell'edizione 2006.

### Palmarès
| Stagione | Categoria                     | Classe | Team | Vittorie | Risultato finale |
| -------- | ----------------------------- | ------ | ---- | -------- | ---------------- |
| 1991     | Campionato mondiale di enduro | 250 cc | KTM  | 2        | 3º               |
| 1992     | Campionato mondiale di enduro | 500 cc | KTM  | 7        | 2º               |
| 1993     | Campionato mondiale di enduro | 500 cc | KTM  | 9        | 1º               |
| 1994     | Campionato mondiale di enduro | 250 cc | KTM  | 7        | 1º               |
| 1995     | Campionato mondiale di enduro | 250 cc | KTM  | 7        | 1º               |
| 1996     | Campionato mondiale di enduro | 250 cc | KTM  | 4        | 2º               |
| 1997     | Campionato mondiale di enduro | 250 cc | KTM  | 3        | 2º               |
| 1998     | Campionato mondiale di enduro | 250 cc | KTM  | 5        | 1º               |
| 1999     | Campionato mondiale di enduro | 400 cc | KTM  | 6        | 1º               |
| 2000     | Campionato mondiale di enduro | 250 cc | KTM  | 0        | 4º               |
| 2001     | Campionato mondiale di enduro | 250 cc | KTM  | 0        | 5º               |
| 2002     | Campionato mondiale di enduro | 500 cc | KTM  | 0        | 4º               |
| 2003     | Campionato mondiale di enduro | 250 cc | KTM  | 2        | 2º               |
| 2004     | Campionato mondiale di enduro | E2     | KTM  | 0        | 8º               |